# Myadestes woahensis
Myadestes woahensis là một loài chim trong họ Turdidae.